# 奥格斯堡冰道

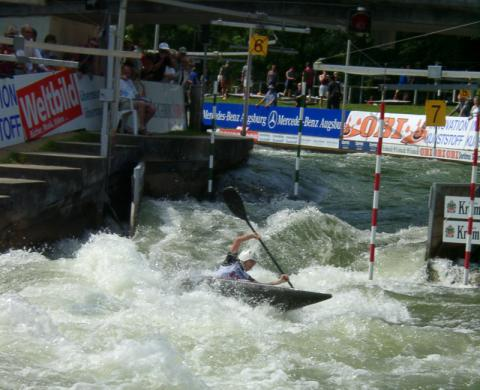

奥格斯堡冰道（Augsburg Eiskanal）是德国奥格斯堡的一条人工急流，作为在附近的慕尼黑举办的1972年夏季奥运会划艇场地建造。
该设施及其网站由两个俱乐部（Augsburger Kayak Club eV （页面存档备份，存于） 和 Canoe Schwaben Augsburg （页面存档备份，存于））共同管理，总部设在船屋。
作为第一条人工急流赛道，它把划艇运动引入了奥运会。 然而，由于建造人工急流赛道和供水的费用，这项运动在下届四届夏季奥运会上就不见了，到巴塞罗那1992年夏季奥运会才重返奥运会，此后一直出现在每届夏季奥运会上。
因此，从1992年到2012年，冰道成为6届奥林匹克急流场馆，以及18个国家的50多个训练和竞赛设施的原型。它不仅是是最早的赛道，也是使用最频繁的赛道之一，主办过两届世界锦标赛，以及大部分世界杯比赛。

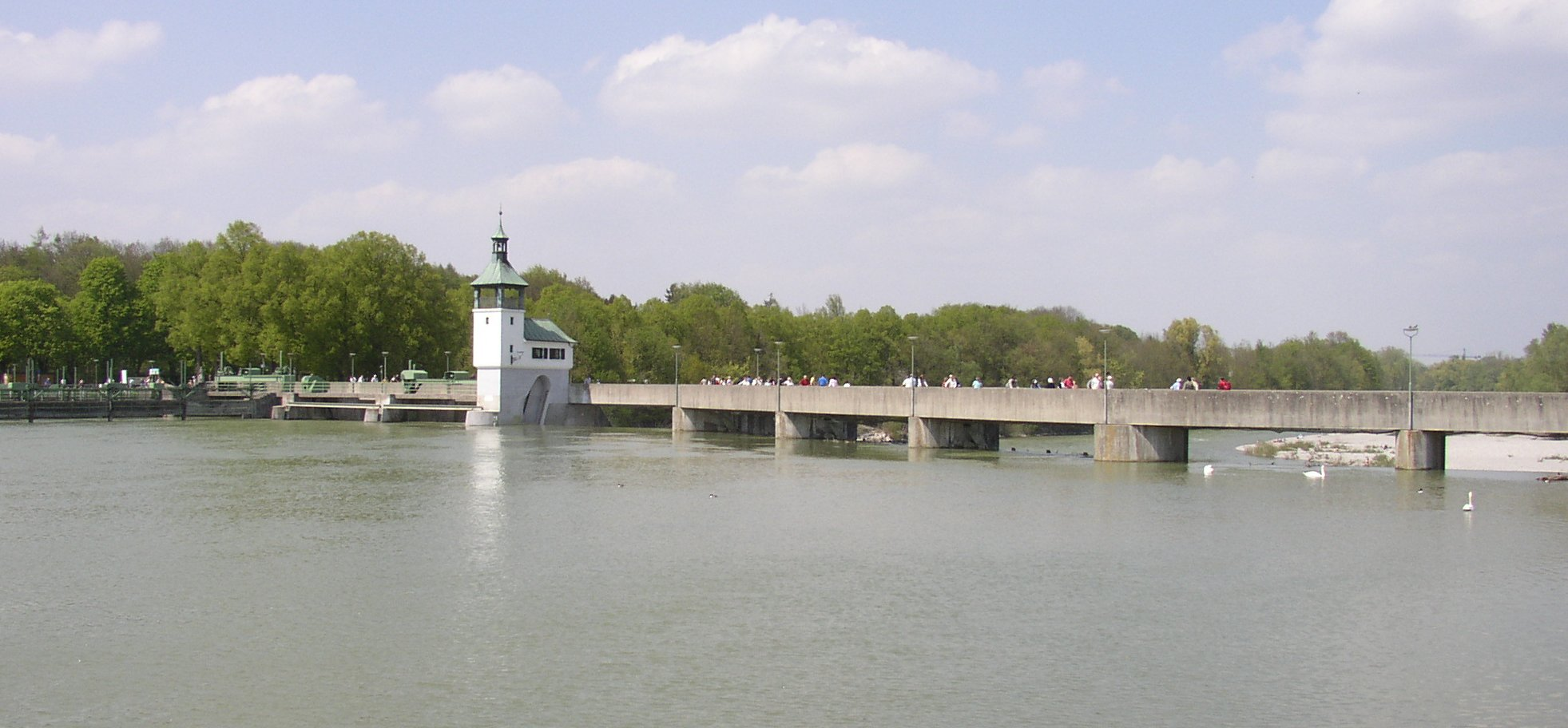
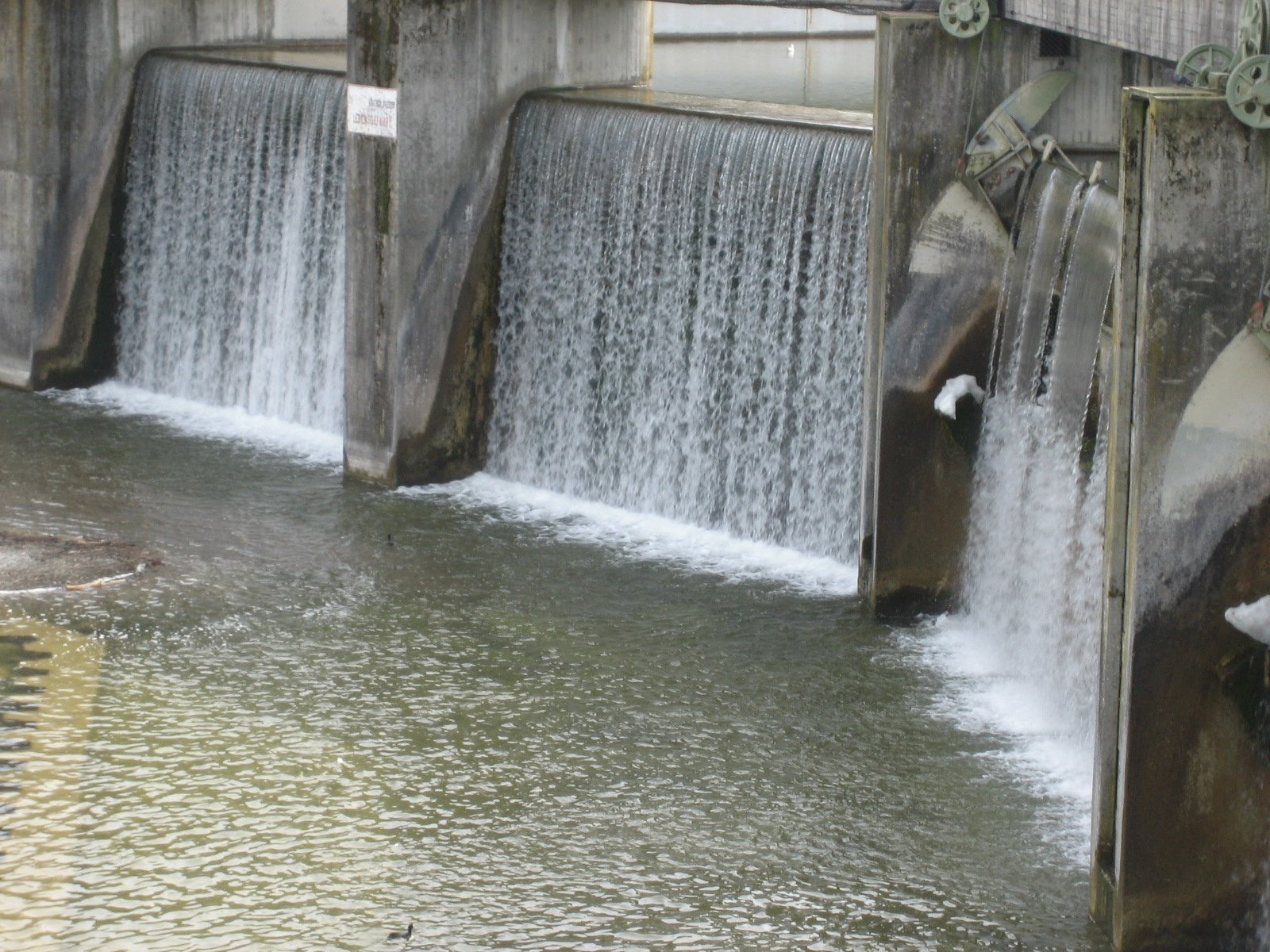
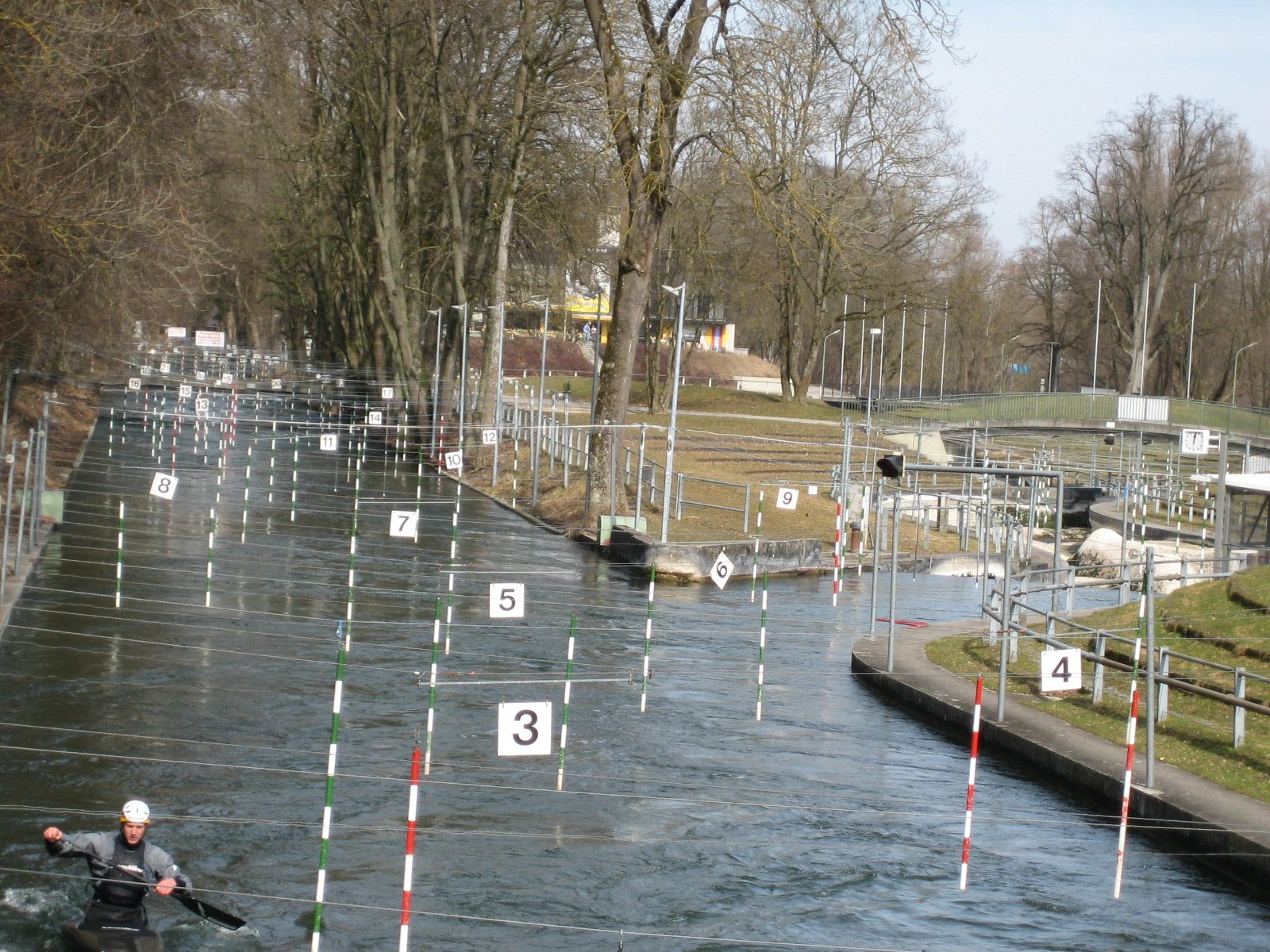
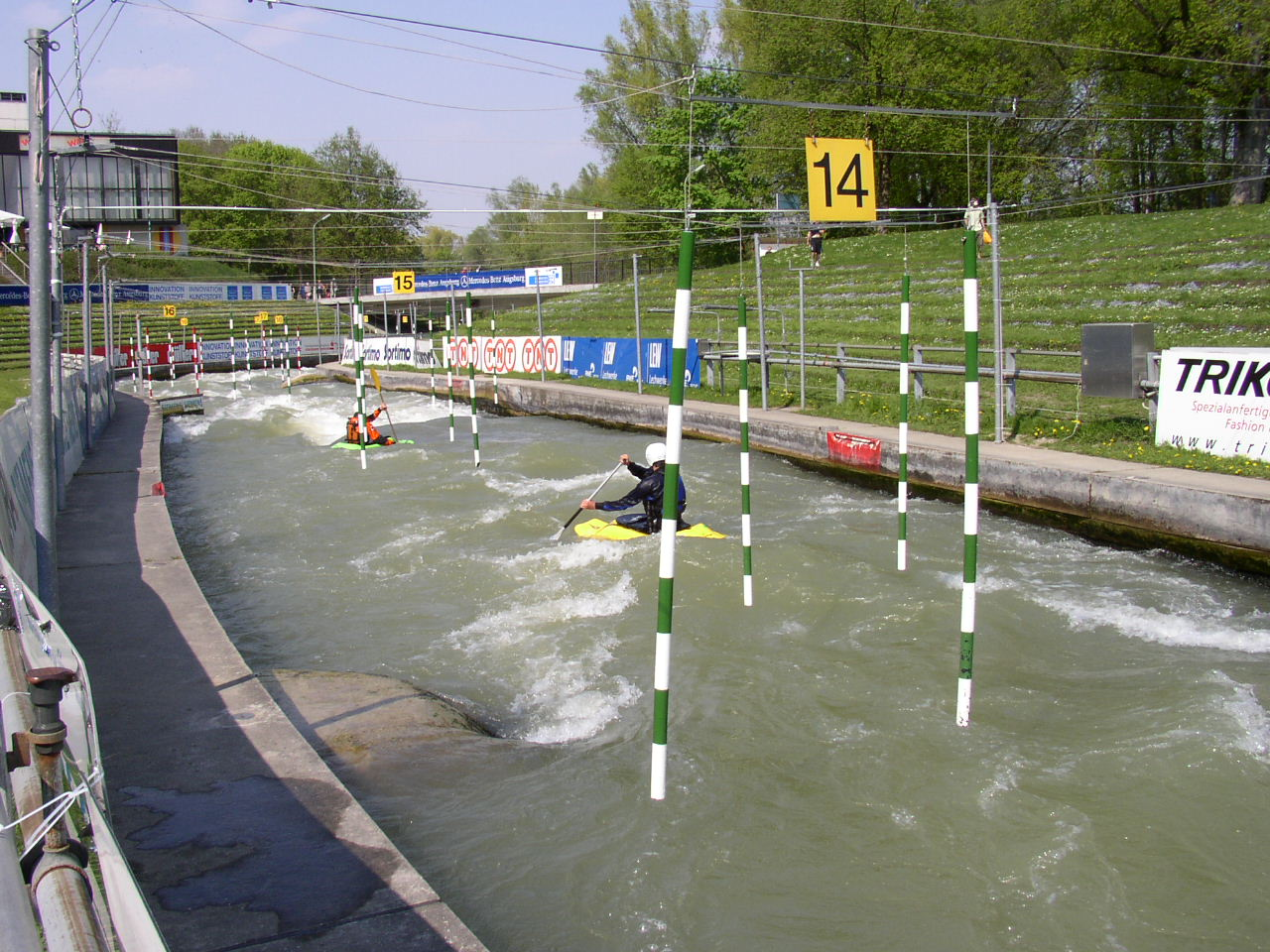
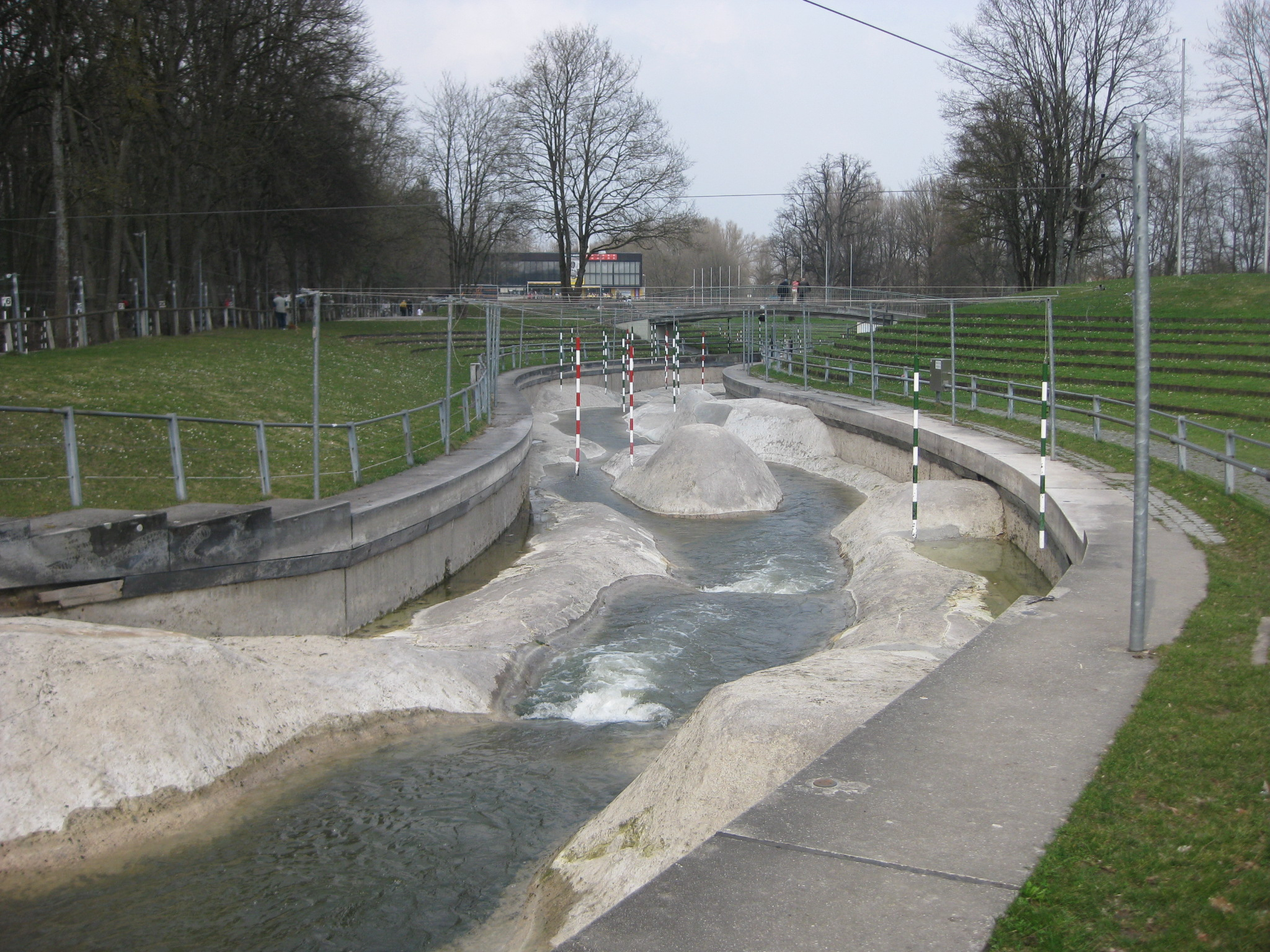
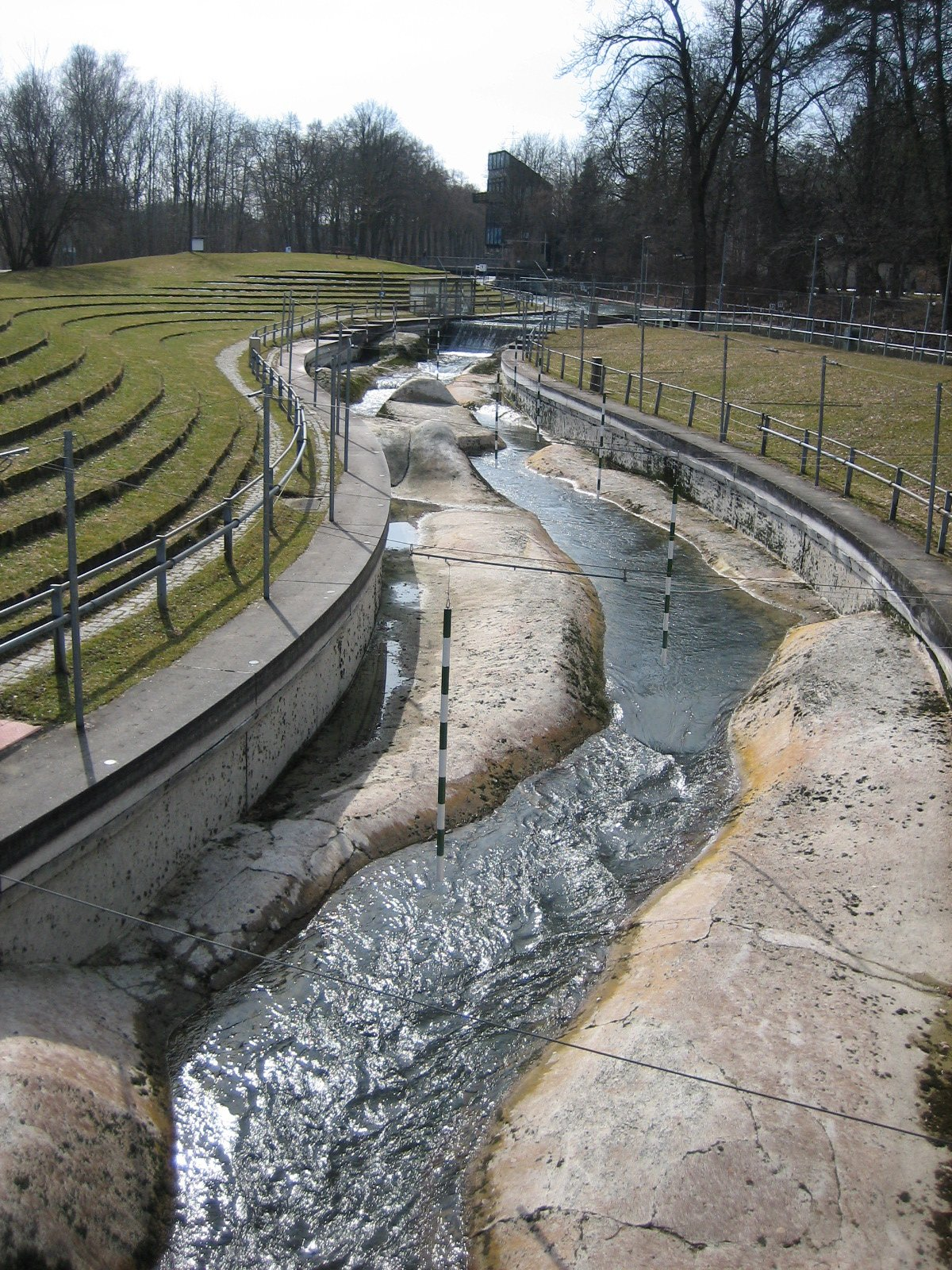
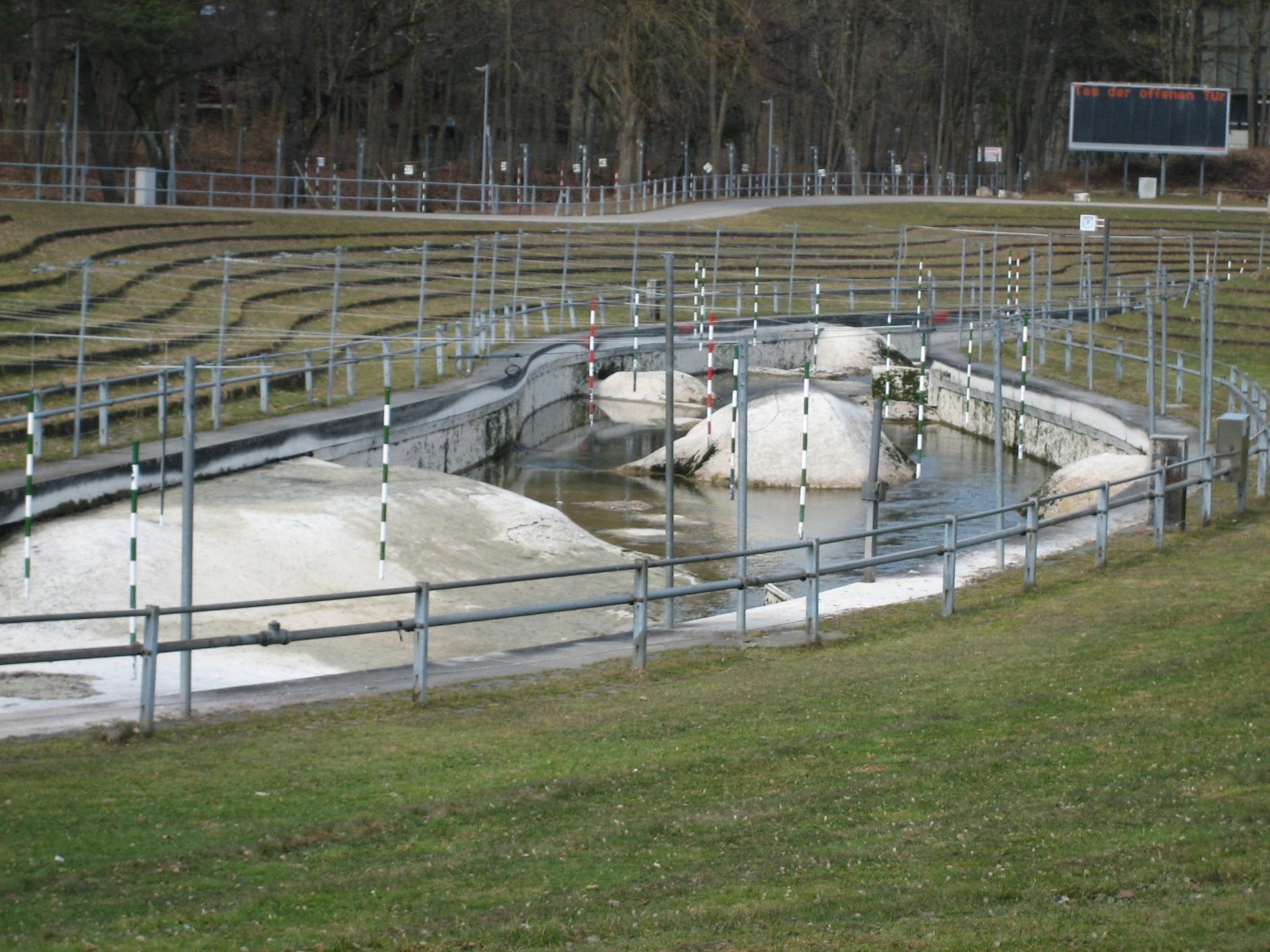
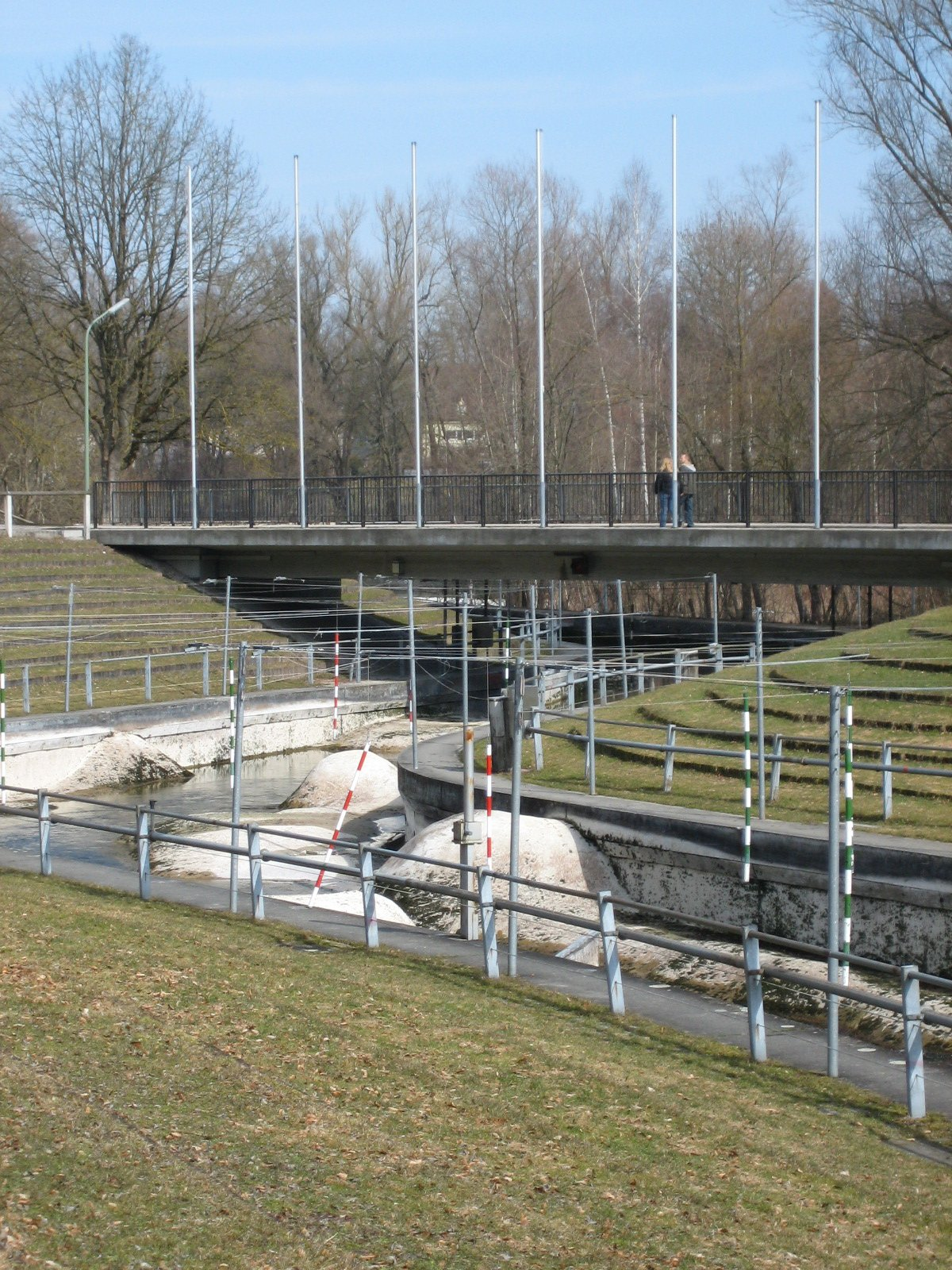
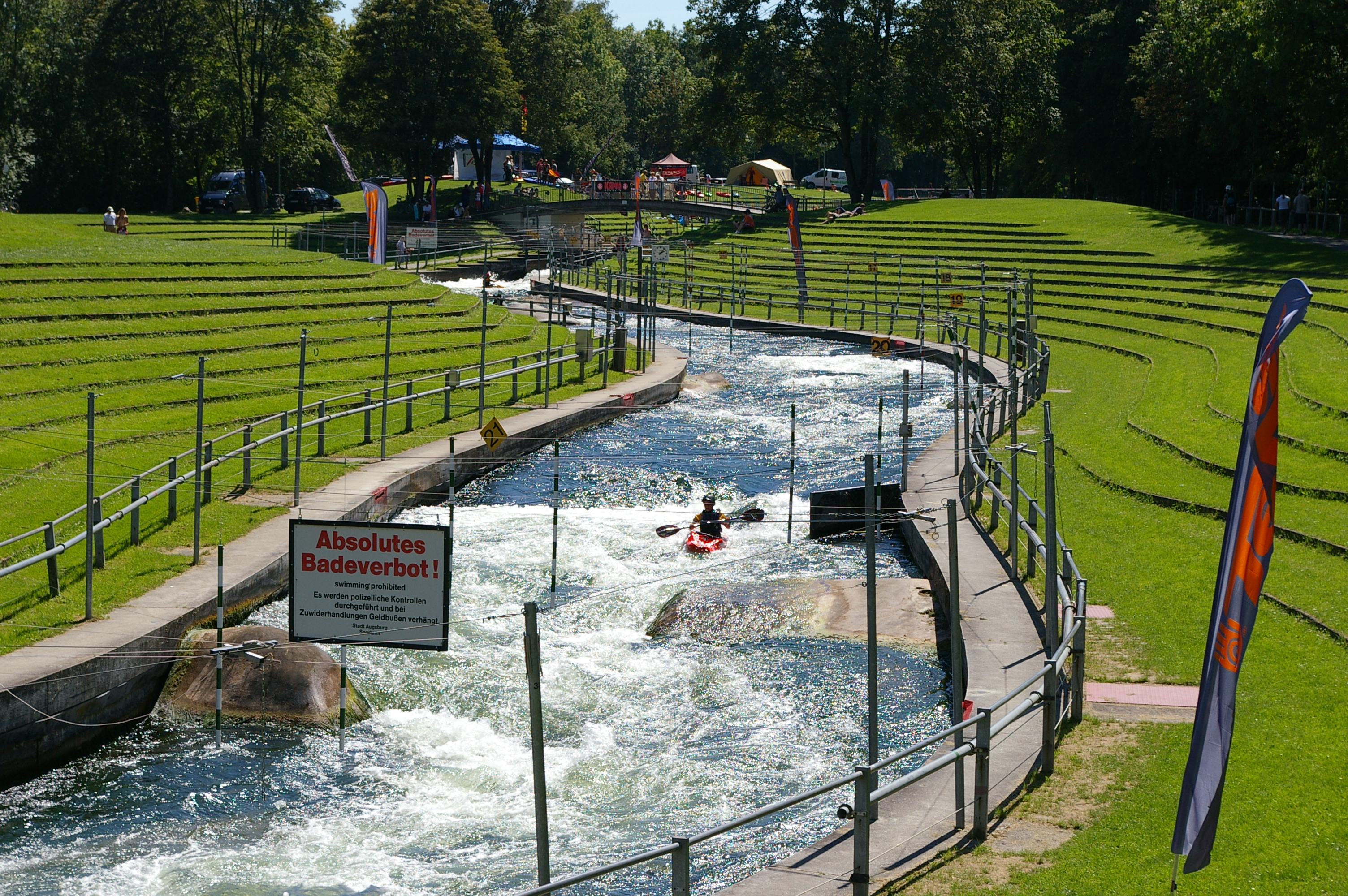
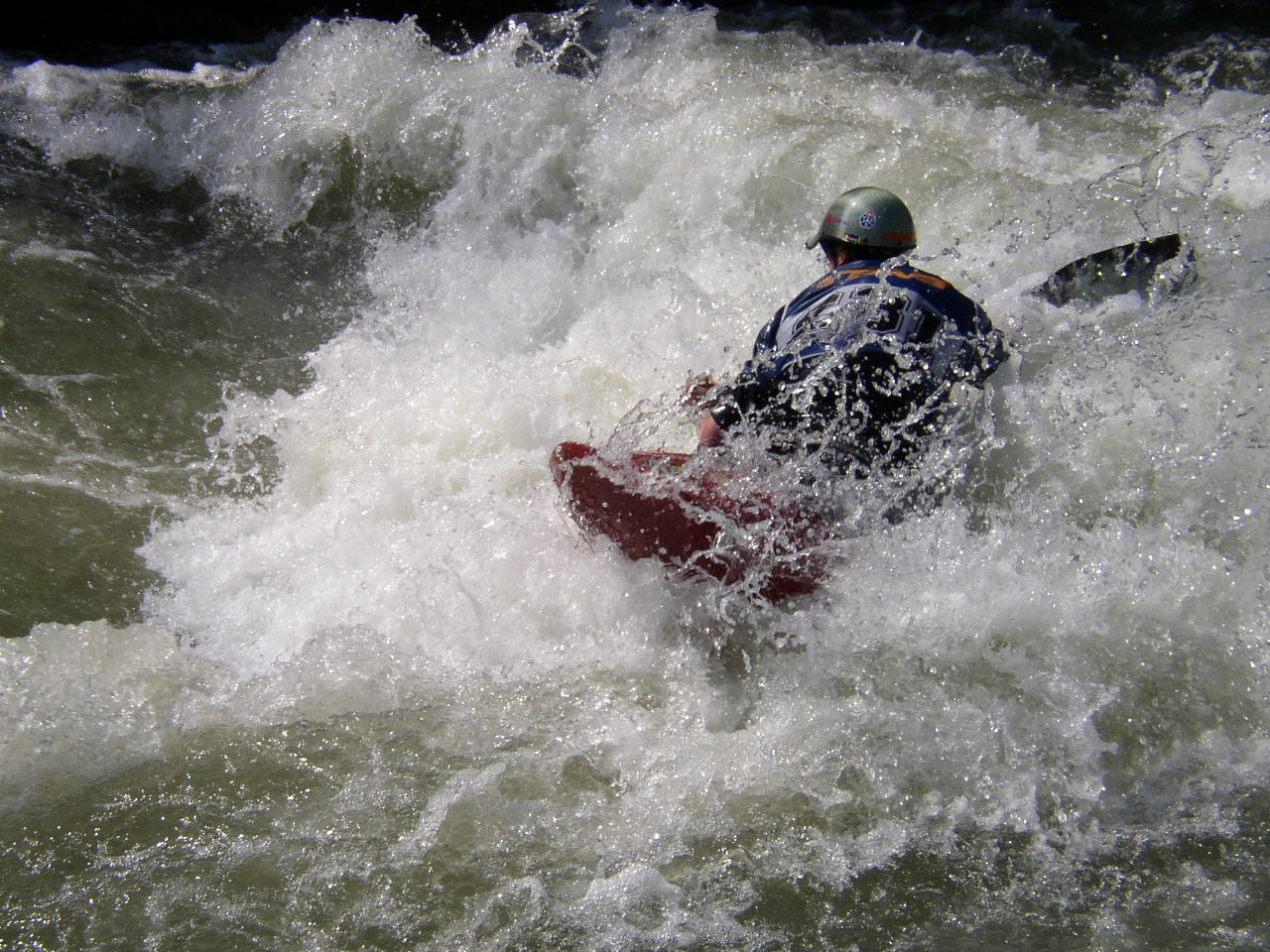
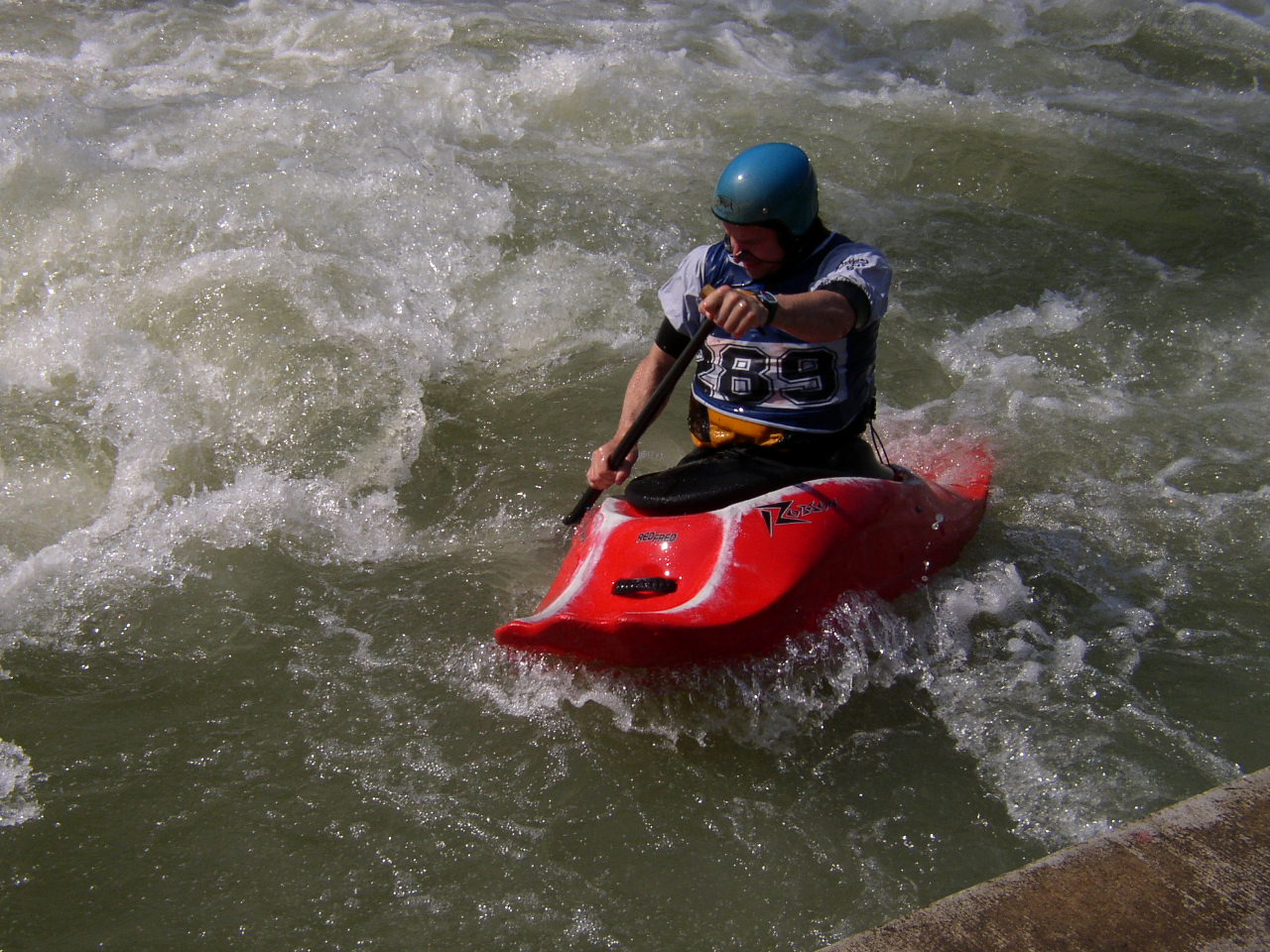
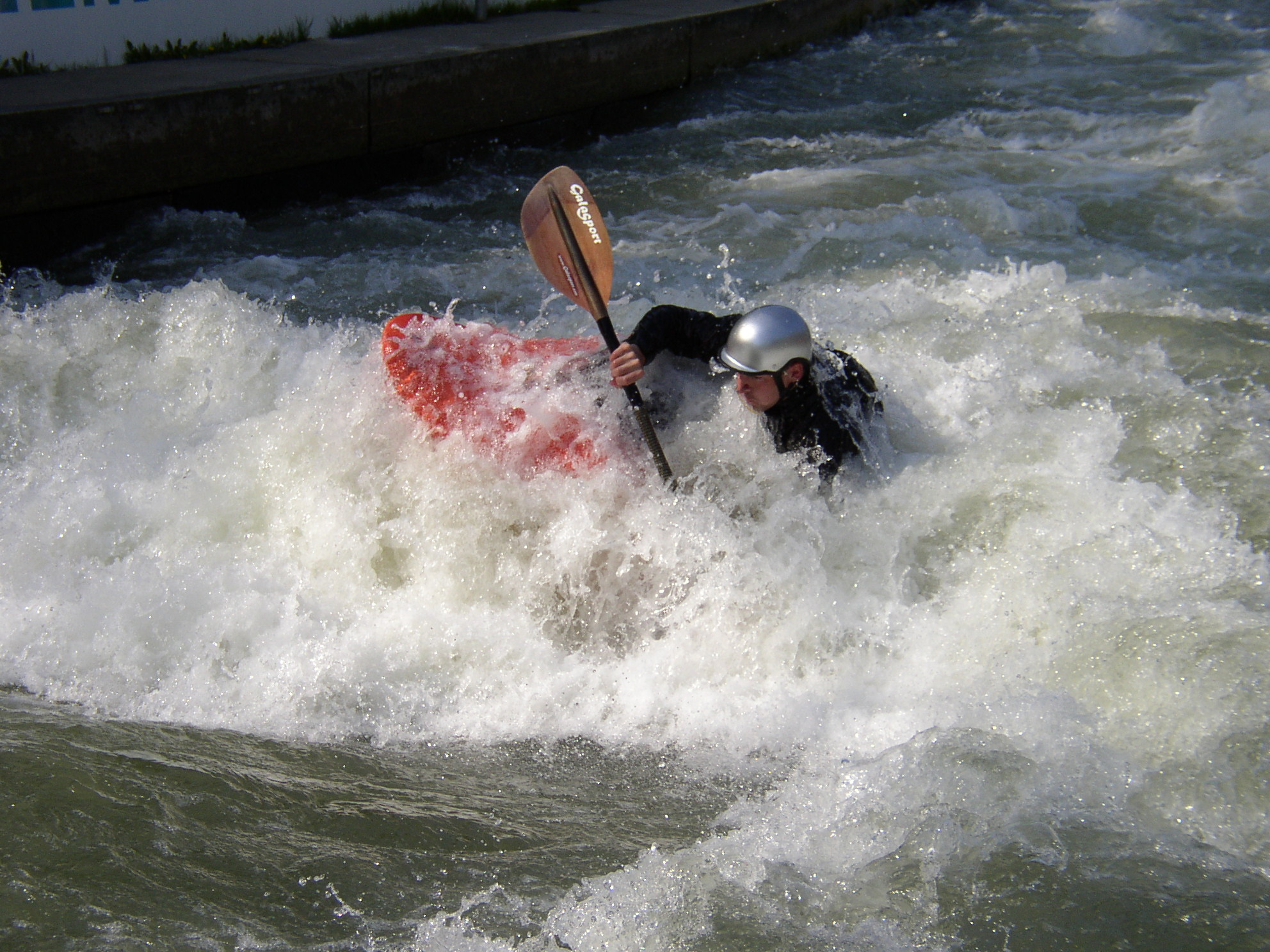